# Hainach
Hainach ist ein Gemeindeteil der Stadt Tittmoning im oberbayerischen Landkreis Traunstein. Die Einöde liegt circa eineinhalb Kilometer südöstlich von Tittmoning.

## Baudenkmäler
Siehe: Liste der Baudenkmäler in Tittmoning#Weitere Ortsteile